# Wilf McGuinness
Wilfred McGuinness (født 25. oktober 1937 i Manchester, England) er en tidligere, engelsk fodboldspiller og træner.
| Sport                  | Sport                              | Sport                     |
| ---------------------- | ---------------------------------- | ------------------------- |
| Foregående: Matt Busby | Manchester United-træner 1969-1970 | Efterfølgende: Matt Busby |